# 全国女子中学硬式野球大会
全国女子中学生硬式野球選手権大会は、毎年7月に神奈川県内で開催の、女子中学生世代の日本一を決定する女子硬式野球大会である。主催は全日本女子野球連盟。

## 大会概要
中学硬式野球では男女の体格差によりチーム内でのレベルの差や出場試合減少などが原因で競技を辞める選手もいる。本大会では女子選手のみで構成したチームで実戦経験を積み、技術向上を目指し競技継続を図る目的がある。
第2回大会からは、ボーイズ・リトルシニア・ヤング (全日本少年硬式野球連盟)など男子中学生の硬式野球チームに所属する女子選手で構成した女子選抜チームも出場が可能である。

## 歴代大会結果
| 回 | 開催年 | 優勝                      | 準優勝                    | 開催地                    | 球場                                         |
| -- | ------ | ------------------------- | ------------------------- | ------------------------- | -------------------------------------------- |
| 1  | 2015年 | スルガマリンガールズ      | LSレディーズ              | 平塚市                    | バッティングパレス相石ひらつか               |
| 2  | 2016年 | モンスターレディース      | ボーイズリーグ東日本女子  | 平塚市                    | バッティングパレス相石ひらつか               |
| 3  | 2017年 | スルガマリンガールズ      | ボーイズリーグ中日本女子  | 平塚市                    | バッティングパレス相石ひらつか               |
| 4  | 2018年 | 関西レディース            | オール京急                | 横須賀市                  | 横須賀スタジアム、湘南学院高等学校グラウンド |
| 5  | 2019年 | ボーイズリーグ中日本女子  | 履正社NINO                | 横須賀市                  | 横須賀スタジアム、令和佐原球場               |
| 6  | 2020年 | 感染症 蔓延防止のため中止 | 感染症 蔓延防止のため中止 | 感染症 蔓延防止のため中止 | 感染症 蔓延防止のため中止                    |
| 7  | 2021年 | スルガマリンガールズ      | 西湘Future                | 横須賀市                  | 横須賀スタジアム、令和佐原球場               |
| 8  | 2022年 | ボーイズリーグ中日本女子  | むさし野オールシャインズ  | 横須賀市                  | 横須賀スタジアム、令和佐原球場               |
| 9  | 2023年 | スルガマリンガールズ      | ボーイズリーグ中日本女子  | 秦野市                    | 中栄信金スタジアム秦野、上智大学秦野野球場   |
| 10 | 2024年 | Young RED QUEENS          | モンスターレディース      | 秦野市                    | 中栄信金スタジアム秦野、上智大学秦野野球場   |
| 11 | 2025年 | エイジェックユース        | ボーイズリーグ関西女子    | 秦野市                    | 中栄信金スタジアム秦野                       |